# Blau cel
Blau cel, blau celestí o blau pàl·lid és el nom d'un color del camp cromàtic del blau.
El seu codi RGB és el 77B5FE en el sistema hexadecimal.
El terme blau cel fa referència al color del cel. És un blau clar i lluminós.
L'expressió blau cel és invariable en gènere i en nombre, exemple: Una roba i vetes blau cel.